# Cremilda de Lima
Maria Cremilda Martins Fernandes Alves de Lima  (Luanda, 25 de março de 1940), é uma autora de literatura infanto-juvenil angolana.

## Biografia
Nascida em Luanda durante a administração portuguesa de Angola, após concluir os estudos, frequentou diversos cursos de formação de professores entre 1962 e 1963 no Bié, e em Luanda entre 1963 e 1964. Posteriormente, começou a trabalhar como professora primária em Malanje, e em Luanda em 1965.
Cremilda entrou para o comité do Ministério da Educação em 1977, onde foi membro até 1991. Em 1987, concluiu o curso de formação científico-pedagógica na Escola Superior de Educação de Setúbal, e o curso de língua e cultura portuguesa na Faculdade de Letras da Universidade de Lisboa. Entre 1992 e 1993 concluiu o curso superior de ciências da educação opção e pedagogia no Instituto Superior de Ciências da Educação de Luanda, e em 2003 licenciou-se na Escola Superior de Educação de Leiria.
Em 1984 aderiu à União dos Escritores Angolanos. Cremilda publicou vários livros infantis, e é considerada uma das mais afamadas autoras de literatura infanto-juvenil de Angola. Ela queixou-se da falta de divulgação de livros infantis e lamentou que a maioria das crianças de Angola "nunca tenham lido um livro". Cremilda defendeu a criação de um "Plano Nacional de Literatura". Ela argumentou que os Ministérios da Cultura e da Educação deveriam trabalhar juntos para promover o gosto pela leitura entre os jovens de Angola.

## Prémios
Cremilda de Lima foi nomeada para o Prémio Memorial Astrid Lindgren duas vezes (em 2008 e 2009). O prémio foi fundado pelo governo sueco e é atribuído como condição pelo mérito distinto na literatura infanto-juvenil. Em 2008, foi galardoada com o Diploma de Mérito pelo Ministério da Cultura de Angola em contribuição à divulgação da literatura infantil angolana. Em 2016, venceu o Prémio Nacional de Cultura e Artes na categoria de literatura. O presidente do júri, António Fonseca, descreveu Cremilda como "uma das pioneiras" na literatura infanto-juvenil angolana.

## Obras
- O Tambarino dourado[6]
- Os Kandengues desfilam no carnaval (2015)[7]
- Tetembwa Ya Dipanda (Estrela da Independência), em quimbundo[8]
- Uma Aventura nas Nuvens (2016)[3]
- Brincadeira ao Luar (2016)[3]